# Rotbach (Rhein)
Der Rotbach ist ein 21,9 km langer, orografisch rechter Nebenfluss des Rheins im nördlichen Ruhrgebiet, Nordrhein-Westfalen (Deutschland).

## Name
Der Rotbach wird auf älteren Karten auch Munne, Münne, Minne, „die Bach“, „die Beeck“, „die Becke“ oder der "die rothe Bache" genannt. In einer Urkunde von 1486 wird er "de roje Beek" genannt. Später hieß er auch mal "churfürstlicher Möhlenbach" oder nur Mühlenbach.

## Geographie
Der Bach entspringt als Vennbach östlich von Königshardt auf einer Höhe von 64 m ü. NN. Von hier aus fließt der Bach zunächst in nördliche Richtung. Der Reinersbach fließt nach 400 m in Richtung Süden ab. Mit Erreichen des Stadtgebiets von Bottrop wird der Bach Ebersbach genannt. Unterhalb der Mündung des Pötteringsbachs wendet sich der Lauf nach Westen. Ab hier wird der Bach nun Rotbach genannt. Auf seinem weiteren Verlauf durchfließt der Bach Dinslaken, bevor er südlich von Möllen auf 19 m ü. NN in den Rhein mündet.
Der Rotbach überwindet auf seinem 21,9 km langen Weg einen Höhenunterschied von 45 m, was einem mittleren Sohlgefälle von 2,1 ‰ entspricht. Er entwässert ein 51,564 km² großes Einzugsgebiet im Bereich der Städte Voerde, Dinslaken, Bottrop und Oberhausen.

## Mühlen
Es sind fünf Wassermühlen am Rotbach bekannt:
- Grafenmühle (nicht mehr vorhanden)
- Wassermühle am Haus Hiesfeld
- Dörnemann-Mühle nahe der Dorfkirche Hiesfeld (nicht mehr vorhanden)
- Altstadt-Mühle am Altmarkt Dinslaken (nicht mehr vorhanden)
- Wassermühle am Haus Wohnung nahe dem Rhein

## Gewässerunterhaltung
Für die Unterhaltung des Gewässers ist der Lippeverband zuständig. Eine der letzten Baumaßnahmen war die Sanierung der Hochwasserentlastung Rotbachsee-Talsperre im Jahre 2019.

## Umwelt
Der Rotbach ist auf weiten Strecken Bergsenkungen ausgesetzt, die vom untertägigen Steinkohleabbau des Bergwerks Lohberg-Osterfeld herrühren.
Anfang des 20. Jahrhunderts wurde der Rotbach auf langer Strecke kanalisiert.
Am 18. November 1973 brach früh morgens die Nord-West Oelleitung und ca. 60.000 Liter Rohöl flossen über die Franzosenstraße in den Rotbach. Ölsperren und das Absaugen des Öls wurde von 150 Feuerwehrleuten durchgeführt.
Am 5. Mai 1991 kam es um 7:20 Uhr nördlich des Rotbachs, westlich der Autobahnanschlussstelle Dinslaken-Nord infolge einer Bergsenkung zu einem Leck der Rhein-Main-Pipeline. Etwa 280 m³ Benzin flossen in das Erdreich und den Rotbach. Ein Fischsterben wurde ausgelöst, aber auch viele andere Tiere wurden dadurch getötet. Kopfschmerzen, Übelkeit und Erbrechen trat bei Teilen der Bevölkerung und den Hilfskräften auf. Etwa 5.000 m³ kontaminierter Boden musste abgetragen und 300–400 Bäume gerodet werden.
Um Überschwemmungen des durch Bergsenkungen in seiner Vorflut gestörten Baches zu verhindern, wurden in den 1990er Jahren umfangreiche Baumaßnahmen erforderlich, in deren Rahmen auch eine Renaturierung des Bachlaufes angestrebt wurde. Zuerst wurde unterhalb des Rotbachsees der Bachlauf modifiziert und eine Pumpstation gebaut. Um den in besiedeltes Gebiet integrierten alten Bachlauf nicht austrocknen zu lassen, fließt ein Teil des gepumpten Wassers nun entgegen der bisherigen Richtung. Eine spätere Baumaßnahme umfasste den Bau von umfangreichen Deichanlagen oberhalb des Rotbachsees.
In den regenarmen Jahren 2018 und 2019 trocknete der Rotbach vielerorts monatelang aus.

## Freizeit und Erholung
Parallel zum Rotbach liegt der Radweg Rotbach-Route.